# Simi Valley
Simi Valley és una població dels Estats Units a l'estat de Califòrnia. Segons el cens del 2000 tenia 126.035 habitants.

## Demografia
Segons el cens del 2000, Simi Valley tenia 111.351 habitants, 36.421 habitatges, i 28.954 famílies. La densitat de població era de 1.097,3 habitants/km².
Dels 36.421 habitatges en un 42,5% hi vivien nens de menys de 18 anys, en un 63,9% hi vivien parelles casades, en un 10,7% dones solteres, i en un 20,5% no eren unitats familiars. En el 14,7% dels habitatges hi vivien persones soles el 4,9% de les quals corresponia a persones de 65 anys o més que vivien soles. El nombre mitjà de persones vivint en cada habitatge era de 3,04 i el nombre mitjà de persones que vivien en cada família era de 3,33.
Per edats la població es repartia de la següent manera: un 28,4% tenia menys de 18 anys, un 7,9% entre 18 i 24, un 32,9% entre 25 i 44, un 23,1% de 45 a 60 i un 7,6% 65 anys o més.
L'edat mediana era de 35 anys. Per cada 100 dones de 18 o més anys hi havia 95,6 homes.
La renda mediana per habitatge era de 70.370 $ i la renda mediana per família de 75.140 $. Els homes tenien una renda mediana de 51.003 $ mentre que les dones 35.237 $. La renda per capita de la població era de 26.586 $. Entorn del 3,9% de les famílies i el 5,8% de la població estaven per davall del llindar de pobresa.

## Poblacions més a prop
El següent diagrama mostra les poblacions més properes.